# Havdagar
Havdagar är en metod som används inom fiskeriförvaltningen för att reglera fisket. Det kallas även effortreglering eller insatsbegränsning. Det går ut på att reglera fiskeansträngningen genom att begränsa antal dagar man får fiska, vilket är ett alternativ till fiskekvoter.